# Folka
Folka là một chi bướm đêm thuộc họ Erebidae.